# Anemia retroflexa
Anemia retroflexa är en ormbunkeart som beskrevs av Alexander Curt Brade. Anemia retroflexa ingår i släktet Anemia och familjen Anemiaceae. Inga underarter finns listade.